# Бојићи (Калиновик)
Бојићи су насељено мјесто у општини Калиновик, Република Српска, БиХ. Према попису становништва из 1991. у насељу је живјело 34 становника.

## Географија
Бојићи се налазе у западном дијелу Општине Калиновик, у близини ентитетске линије, односно границе са Градом Коњицом.

## Становништво
Према попису становништва из 1991. године, мјесто је имало 34 становника.
По попису становништва из 2013. године, мјесто је било ненасељено.
| Демографија | Демографија | Демографија |
| Година      | Становника  | Становника  |
| ----------- | ----------- | ----------- |
| 1961.       | 69          |             |
| 1971.       | 75          |             |
| 1981.       | 44          |             |
| 1991.       | 34          |             |